# Championnat de France de rink hockey 2013-2014
Navigation
Nationale 1 2012-2013 Nationale 1 2014-2015
L'édition 2013-2014 du championnat de France de rink hockey de Nationale 1 se joue du 12 octobre 2013 au 7 juin 2014. Le SCRA Saint-Omer est le tenant du titre.
L'équipe championne de France participe la saison suivante à la Ligue Européenne des champions et les cinq équipes suivantes sont qualifiées pour la Coupe CERS.
L'équipe du HC Quévert remporte son huitième titre.

## Clubs engagés pour la saison 2013-2014
| \| Bouguenais Cestas Coutras Noisy-le-Grand La Roche-sur-Yon Lyon Mérignac Ergué-Gabéric Ploufragan Quévert St-Brieuc Saint-Omer \| Localisation des clubs engagés dans le championnat. |
| Bouguenais Cestas Coutras Noisy-le-Grand La Roche-sur-Yon Lyon Mérignac Ergué-Gabéric Ploufragan Quévert St-Brieuc Saint-Omer                                                           |

Les neuf premiers du championnat de Nationale 1 2012-2013, le vainqueur des matchs de barrage et les deux équipes ayant terminé premières de chacune des deux poules de Nationale 2 participent à la compétition.
Les deux dernières équipes sont reléguées en Nationale 2.
L'équipe ayant terminé à la dixième place dispute un match face au vainqueur du match opposant les deux équipes qui ont terminé à la deuxième place de chacune des poules de Nationale 2.
| Club                | Classement 2012-2013 | Entraîneur                                          | Salle(s)                              |
| ------------------- | -------------------- | --------------------------------------------------- | ------------------------------------- |
| SCRA Saint-Omer     | 1                    | Fabien Savreux                                      | Salle du Brockus                      |
| HC Quévert          | 2                    | Xavi Pauls Sébastien Furstenberger Olivier Gélébart | Salle Omnisports de Dinan             |
| RAC Saint-Brieuc    | 3                    | Frédérick Bouyer                                    | Salle André Pelé                      |
| LV La Roche-sur-Yon | 4                    | Sergi Punset                                        | Salle de l'Angelmière                 |
| SA Mérignac         | 5                    | Stéphane Hérin                                      | Roller Stadium                        |
| US Coutras          | 6                    | Sebastian Cano Vincent Mésnard                      | Patinoire Milou Ducourtioux           |
| RHC Lyon            | 7                    | Gregory Avondo                                      | Halle de roller-skating de la Duchère |
| CS Noisy-le-Grand   | 8                    | Hugo Pereira Menezes                                | Gymnase des Yvris                     |
| SPRS Ploufragan     | 9                    | Stéphane Liscoët                                    | Salle Glenan                          |
| AL Ergué-Gabéric    | 1er Nationale 2 Nord | Hervé Lucas                                         | Complexe Sportif de Croas-Spern       |
| ALC Bouguenais      | 1er Nationale 2 Sud  | Xavier Guillaume                                    | Salle des Bélians                     |
| SA Gazinet-Cestas   | Vainqueur barrage    | Thierry Cadet                                       | Salle du Bouzet                       |

## Saison régulière

### Résumés des rencontres par journée

#### 4ejournée
Ploufragan en quête de ses premiers points reçoit Coutras invaincu depuis le début de la saison. L'effectif complet de Coutras, et également de celui de Ploufragan avec le retour de blessure de Mathieu Ruckebusch, leur permet de pallier le désavantage de la texture du terrain breton. Bien que produisant du jeu, Ploufragan ne parvient pas à marquer dans le jeu : Coutras profite de ce manque de réussite offensive et de maladresse défensive pour s'emparer de la victoire.
Les Girondins de Cestas se déplace également en Bretagne. Quévert, par l'intermédiaire de son entraîneur, « ne s'attends pas à un match compliqué car, sur le papier, Gazinet-Cestas est plus faible ». Mal lui en a pris : dès la deuxième minute, Cestas ouvre le score et met en place une défense très efficace. Quévert doit attendre la fin de match, pour parvenir à se détacher au score et remporter le match sur le score, important, de 9 à 3.
Saint-Brieuc se rend en terre vendéenne. Les Yonnais qui alternent les performances depuis le début de la saison, « montent en puissance » selon l'entraineur Bigouden, tout comme son groupe. Même si l'entraineur Frédérick Bouyer est mécontent du match de ses joueurs, ces derniers et notamment grâce au triplé de David Abreu, réussissent à obtenir les trois points de la victoire face à un autre prétendant aux premières places.
C'est encore avec l'absence d'Anthony Daoudal, qu'Ergué accueille sur son terrain l'équipe de Lyon. Mis en difficulté, les locaux parviennent dans la minute précédent la pause à rattraper l'écart que Lyon a creusé. Bien que de nouveau mené, Ergué réussit à accrocher le point de l'égalité.
Le match le plus déséquilibré de la journée a lieu à Saint-Omer où le champion de France en titre affronte le promu de Bouguenais. Les Ligériens parviennent à tenir tête aux locaux en première période, en ouvrant même le score au bout de trois minutes. Mais, la deuxième période, à sens unique, est en faveur de Saint-Omer qui s'impose facilement.
Le dernier match de la journée voie le déplacement de Mérignac en banlieue parisienne. Bien que menant de trois buts à la mi-temps, Noisy-le-Grand ne parvient pas à maîtriser son adversaire en seconde période. Mérignac ne parvient pas à ravir le match et laisse aux Noiséens les points de la victoire.

#### 5ejournée
En se rendant à Mérignac, Ergué espère poursuivre la dynamique des journées précédentes et profiter de la mauvaise forme du neuvième, depuis le début de la saison afin d'engranger des points qui pourrait être décisif en fin de saison. Cet espoir ne dure pas même une mi-temps. Mérignac s'impose aisément en se mettant à l'abri dès la première période, et en poursuivant l'effort en deuxième période.
La Vendéenne se déplace à Lyon avec seulement cinq joueurs de champ, sans Julien Huvelin, ni Carles Martinez, ni Mathieu Guibot. Les Yonnais amoindris et mené au score réussissent à revenir au score avant la mi-temps. La deuxième période tourne à leur avantage. Le Vendéen, Jean David, se félicite « de voir notre coach Sergi sortir de la salle avec le sourire ».
Les Sud-Finistériens de Saint-Brieuc reçoivent Noisy-le-Grand pour un match important dans le haut du classement puisque les deux équipes sont à égalité de points. Bien que l'entraineur de Saint-Brieuc relève des erreurs dans le jeu de son équipe, le match ouvert permet à Saint-Brieuc de concrétiser de nombreuses actions. Les visiteurs Noiséens repartent de Bretagne avec trois points de retard sur leur adversaire du jour.
C'est sans Patricio que Ploufragan se rend à Cestas, dans l'intention de mettre un terme à la série de trois défaites consécutives. Le match encore indécis au retour aux vestiaires bascule dans l'escarcelle cestadaise en raison d'un « manque d'expérience du groupe » Breton, selon leur entraineur.
Les Quévertois, bien qu'affaiblie par l'absence de Sébastien Landrin pour blessure, se rendent confiant en terre ligérienne. Bouguenais, cinquième du classement, parvient à faire douter son adversaire, second, durant le premier quart d'heure de jeu. Mais, ensuite la domination de Quévert reprend son cours. Sébastien Landrin commente du banc de touche que « notre machine s'est mise en marche et rien n'a pu l'arrêter ».
C'est avec un peu d'appréhension que Saint-Omer se déplace en Aquitaine. Les Audomarois se méfient de ce club, multiple vainqueur du championnat de France, invaincu de la saison, comme eux. Les Coutrillons, rapidement menés au score, ne parviennent pas à saisir les occasions tel que les supériorités numériques, lorsqu'elles se présentent. La défense de Saint-Omer et son attaque font la différence en deuxième période.

#### 6ejournée
La première rencontre de cette sixième journée voie s'opposer les équipes de Lyon et de Mérignac sur les terres bordelaises. Les deux mi-temps sont à sens unique : la première pour les locaux, la seconde pour les visiteurs. L'arbitre siffle le coup de sifflet final alors que les Lyonnais ne sont pas encore parvenu à rattraper le retard accumulé en première mi-temps. Le triplé du Mérignacais, Oriol Ortells, suffit d'un simple but à donner les trois points à son club.
Cestas a rendez-vous pour son match sur les terres Nordistes, afin de tenter de vaincre Saint-Omer toujours invaincu. Le maire de ce dernier se réjouit après le match : « il est certain que Gazinet Cestas était venu pour faire un score, mais, je suis fier que le SCRA a su répondre avec brio ». En effet, l'équipe de sa commune ne parvient à faire un écart que dans les dix dernières minutes du match.
Afin de casser la série de défaites, Ploufragan a fait sortir de son effectif le jeune Espagnol, Alex Cantero. C'est donc une équipe remaniée et commençant à reconnaitre ses erreurs, qui reçoit le voisin et co-leader du championnat, Quévert. Comme lors de ses précédents matchs, Quévert peine en première mi-temps face à une défense efficace des locaux. Toni Sero par quatre fois libère Quévert et permet au club de se projeter à la journée suivante où l'équipe rencontrera l'autre co-leader.
Les Bouguenaisiens se rendent en Ile-de-France pour jouer contre Noisy. Bien que les visiteurs mènent de deux buts, les locaux réduisent et annulent cet écart avant la pause. S'appuyant sur Marcio Fonseca, Noisy se détache. Bien qu'en marquant en fin de match, l'indiscipline de Bouguenais les prive de la possibilité de rattraper leur retard.
Conforté par leur récente victoire face à Bouguenais, Ergué accueille Saint-Brieuc dans de bonne condition mentale. Encore marqué par la déconvenue en coupe CERS la semaine précédente, les visiteurs et troisième du championnat sont tenus en échec lors de la première période de jeu. Ce n'est qu'au retour des vestiaires que le match prend un tournant décisif avec notamment quatre buts de David Abreu, le buteur de Ploufragan, permettant à son club d'obtenir une large victoire.
Coutras qui se déplace en Vendée, repart sans le moindre point face à une équipe yonnaise ayant survolée le match. L'entraineur Girondin concède que « c'est un de leurs meilleurs matches face à nous, et depuis le début de saison », après que son équipe perd son troisième match consécutif. Sergi Punset, quant à lui, se réjouit qu'avec le niveau de jeu proposé par son équipe lors de la rencontre, La Roche-sur-Yon peut poser problème à beaucoup d'autres équipes.

#### 7ejournée
Bouguenais reçoit Ergué en match avancé de la septième journée. Les deux promus de la saison se sont lourdement inclinés la journée précédente. Les visiteurs bien que venant sans Ricardo Antunes ni Pinto, ils parviennent à faire jeu égale en première période. Ensuite, les Bouguenaisiens malgré la pression mise ne réussissent pas à prendre l'avantage sur les Gabéricois qui mène au score, jusqu'à la fin du match.
Les Bretons de Ploufragan se rendent dans le Rhône à Lyon, pour un match important du bas de classement. Mathieu Ruckebusch, l'attaquant visiteur annonce avant le match qu'« il faudra répondre présent sur les 50 minutes du temps réglementaire pour obtenir un résultat ». Ploufragan parvient à répondre présent en première mi-temps mais craque en deuxième face à une équipe Lyonnaise plus efficace dans la réalisation.
Dans un match de bas du classement qui s'annonce déséquilibré en faveur des visiteurs, La Roche-sur-Yon se rend à Cestas. Les locaux parviennent à prendre l'avantage en début de match, mais craque face à un triplé de Carlo Di Benedetto. Bien que dominateur au score, le gardien Vendéen souligne que « l'équipe de Gazinet s'est montrée plus dangereuse en seconde période ».
C'est un déplacement qui s'annonce difficile pour l'expérimenté équipe de Mérignac, qui se rend à Saint-Brieuc actuellement sur le podium de tête. Déstabilisé par la détermination et la capacité de jeu des visiteurs, Saint-Brieuc ne parvient à maîtriser son adversaire. Les deux équipes prennent successivement la tête du match, mais se quittent sur un score de partage des points.
C'est avec un effectif réduit que Coutras reçoit Noisy. Privé de son gardien de but et d'un joueur, l'entraineur Coutrillon redevient joueur et rechausse les patins pour un match. Bien que mené de deux buts à la pause, Coutras parvient à inverser cet écart. L'attaquant Noiséen, Marcio Fonseca, réussi en fin de match à équilibrer les scores.
Le choc de la soirée voit s'opposer en Bretagne, Quévert et Saint-Omer, les deux derniers champions de France et les deux actuels leaders du championnat. L'entraineur de Quévert explique que « beaucoup de critères vont entrer en ligne de compte : la vitesse de jeu, une sérieuse défense, une attaque explosive et surtout être dans un bon soir ». C'est devant une salle comble que le match, très intense, ne parvient pas à désigner de vainqueur. En effet Quévert qui mène, relâche sa défense.

### Tableau synthétique des résultats[53]
| Résultats (dom.\ext.)                                      | BOU  | COU | CSN | LV  | LYO | MER  | ERG | PLO | QUE | SAG  | STB | STO  |
| ALC Bouguenais                                             |      | 2-4 | 5-6 | 6-6 | 3-9 | 4-13 | 4-5 | 4-1 | 2-8 | 5-5  | 5-6 | 4-3  |
| US Coutras                                                 | 4-1  |     | 4-4 | 3-5 | 4-5 | 4-7  | 5-2 | 5-3 | 3-3 | 6-2  | 4-5 | 1-6  |
| CS Noisy-le-Grand                                          | 6-5  | 5-5 |     | 6-2 | 8-8 | 8-5  | 9-5 | 3-2 | 3-7 | 6-6  | 5-5 | 1-5  |
| LV La Roche sur Yon                                        | 7-2  | 8-0 | 7-1 |     | 2-4 | 6-4  | 6-2 | 6-2 | 6-6 | 5-1  | 2-4 | 5-1  |
| RHC Lyon                                                   | 5-2  | 6-4 | 7-1 | 1-3 |     | 2-4  | 8-0 | 4-2 | 5-6 | 3-3  | 3-8 | 2-3  |
| SA Mérignac                                                | 6-2  | 3-3 | 4-4 | 4-4 | 4-3 |      | 8-3 | 7-3 | 4-6 | 9-1  | 5-1 | 5-2  |
| AL Ergué-Gabéric                                           | 6-2  | 6-7 | 8-7 | 3-6 | 5-5 | 7-3  |     | 3-2 | 5-5 | 8-3  | 4-9 | 3-10 |
| SPRS Ploufragan                                            | 6-3  | 1-2 | 5-2 | 2-7 | 0-2 | 6-4  | 4-4 |     | 2-6 | 4-2  | 0-1 | 3-2  |
| HC Quévert                                                 | 7-4  | 7-3 | 7-1 | 4-3 | 6-4 | 9-5  | 6-4 | 6-0 |     | 9-3  | 0-3 | 4-4  |
| SA Gazinet Cestas                                          | 2-2  | 1-2 | 5-6 | 3-5 | 3-4 | 5-4  | 3-3 | 7-3 | 3-6 |      | 4-3 | 5-7  |
| RAC Saint-Brieuc                                           | 6-3  | 8-2 | 8-3 | 2-2 | 4-1 | 4-4  | 5-2 | 4-5 | 2-5 | 15-4 |     | 5-5  |
| SCRA Saint-Omer                                            | 13-4 | 9-1 | 5-0 | 2-4 | 5-5 | 6-6  | 8-1 | 8-1 | 6-6 | 5-2  | 6-1 |      |
| - Victoire à domicile - Match nul - Victoire à l'extérieur |      |     |     |     |     |      |     |     |     |      |     |      |

### Classement de la saison régulière[54]
| Rang | Équipe               | Pts | J  | G  | N | P  | Bp  | Bc  | Diff |
| ---- | -------------------- | --- | -- | -- | - | -- | --- | --- | ---- |
| 1    | HC Quévert           | 53  | 22 | 16 | 5 | 1  | 129 | 75  | +54  |
| 2    | LV La Roche sur Yon  | 46  | 22 | 14 | 4 | 4  | 107 | 63  | +44  |
| 3    | SCRA Saint-Omer (T)  | 41  | 22 | 12 | 5 | 5  | 121 | 69  | +52  |
| 4    | RAC Saint-Brieuc     | 40  | 22 | 12 | 4 | 6  | 108 | 78  | +30  |
| 5    | SA Mérignac          | 35  | 22 | 10 | 5 | 7  | 118 | 93  | +25  |
| 6    | RHC Lyon             | 34  | 22 | 10 | 4 | 8  | 96  | 80  | +16  |
| 7    | US Coutras           | 28  | 22 | 8  | 4 | 10 | 76  | 99  | -23  |
| 8    | CS Noisy-le-Grand    | 27  | 22 | 7  | 6 | 9  | 95  | 120 | -25  |
| 9    | AL Ergué-Gabéric (P) | 25  | 22 | 7  | 4 | 11 | 93  | 124 | -31  |
| 10   | SPRS Ploufragan      | 19  | 22 | 6  | 1 | 15 | 73  | 105 | -32  |
| 11   | SA Gazinet-Cestas    | 14  | 22 | 3  | 5 | 14 | 73  | 120 | -47  |
| 12   | ALC Bouguenais (P)   | 9   | 22 | 2  | 3 | 17 | 74  | 134 | -60  |

|     | Champion et qualification en Ligue européenne des champions |
|     | Qualification en Ligue européenne des champions             |
|     | Qualification en Coupe CERS                                 |
|     | Barrage de relégation                                       |
|     | Relégation en Nationale 2                                   |
| (T) | Tenant du titre                                             |
| (P) | Promu                                                       |

### Barrage N1-N2
Le premier tour des barrages qui devait se voir opposer les deux équipes ayant terminé à la seconde place de la poule Sud et de la poule Nord de Nationale 2 n'a pas eu lieu. L'équipe de Quévert qui s'est qualifiée pour les barrages, est une équipe réserve d'un club évoluant déjà en première division. Un club n'ayant pas l'autorisation d'avoir deux équipes en Nationale 1, le Nantes ARH se qualifie pour le second tour sans disputer le premier tour.
Bien qu'abordant le premier match à Ploufragan, après une préparation optimale, mais sans doute aveuglé par le Soleil qui a retardé le début du match, les Nantais ont été dominés par les Costarmoricains. L'équipe ligérienne concède une lourde défaite en Bretagne sur le score de 8 à 2, en effet Ploufragan se méfie du match retour qui se joue à l'extérieur.
Malgré ce lourd handicap de six buts à rattraper, l'entraineur nantais affirme que « même si notre chance d'accéder à la nationale 1 est toute petite, nous allons nous battre et dans tous les cas jouer la victoire afin de clore cette saison en beauté ». L'équipe du Nantes et de Ploufragan se sont livrées un match engagé, qui a duré plus de deux heures, durant lequel cinq joueurs ont été expulsés temporairement et trois autres définitivement. L'entraineur breton résume facilement la rencontre : « On n'a pas vu beaucoup de jeu. C'était un match particulièrement haché ».
Malgré la victoire de Nantes, c'est Ploufragan plus dominateur au match aller qui conserve sa place en Élite 1 pour la saison 2014-2015 en battant le Nantes ARH sur le score cumulé de 16 à 13.